# Damián Forment

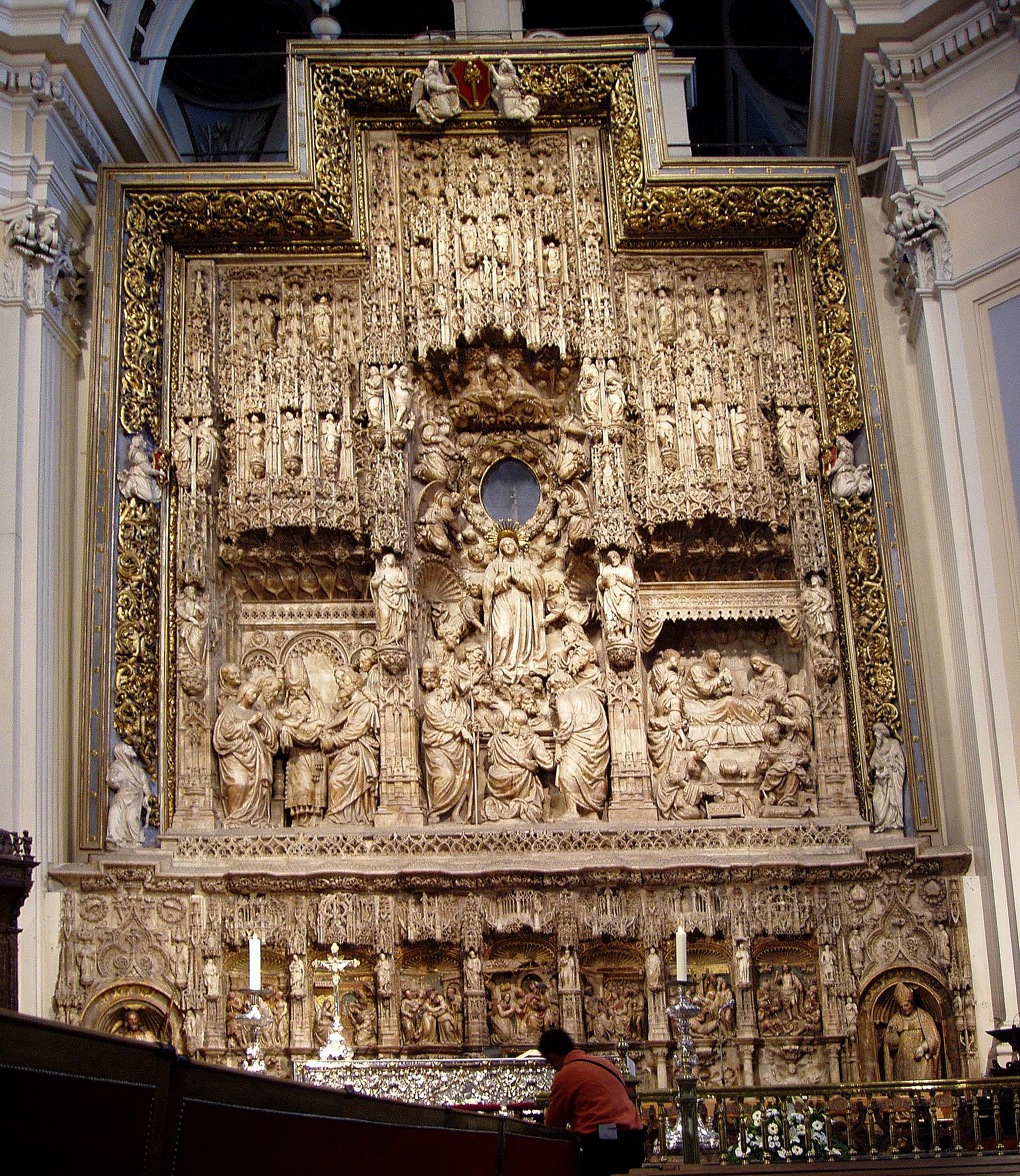
Retablo mayor de la Catedral-Basílica del Pilar de Zaragoza, de Forment

Damián Forment Cabot (Valencia (discutido), c. 1480-Santo Domingo de la Calzada, La Rioja, 1540) fue un escultor español, considerado el más productivo de la Corona de Aragón y uno de los primeros introductores del Renacimiento en España.

## Biografía

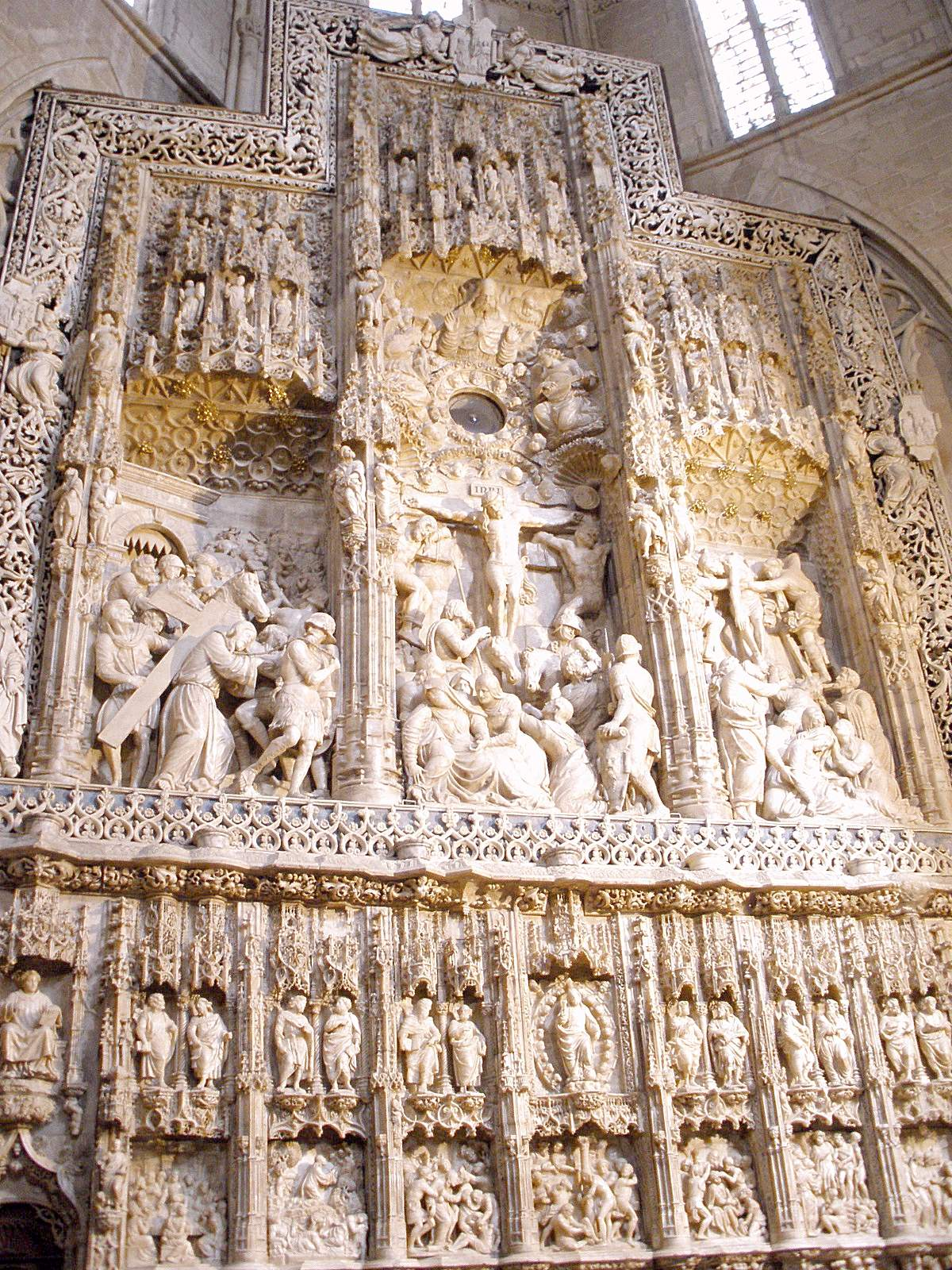
Retablo mayor de la Catedral de Huesca

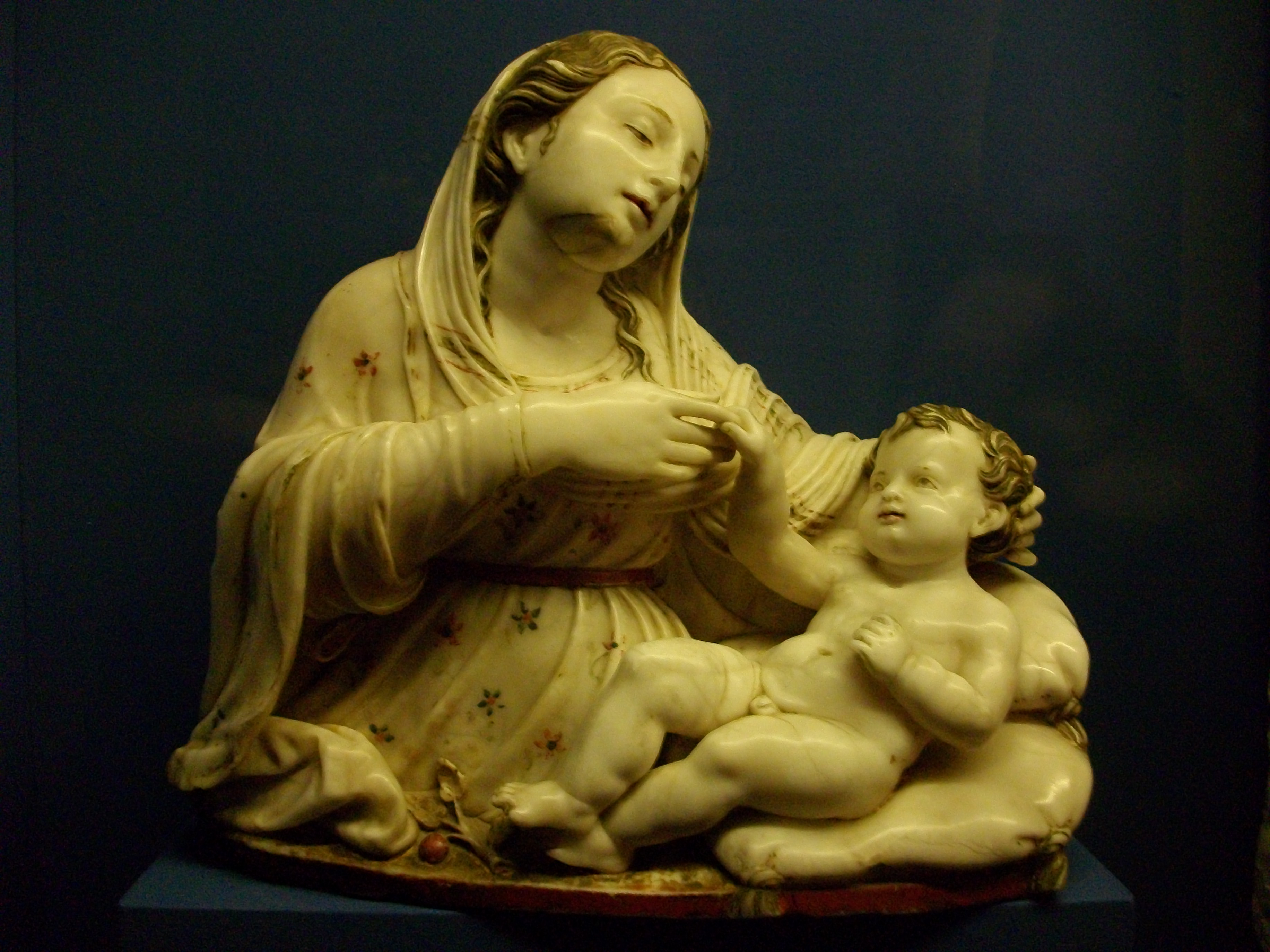
Nuestra Señora del Coro, h. 1515. Alabastro policromado y dorado. Procede del Convento de Las Fecetas de Zaragoza.

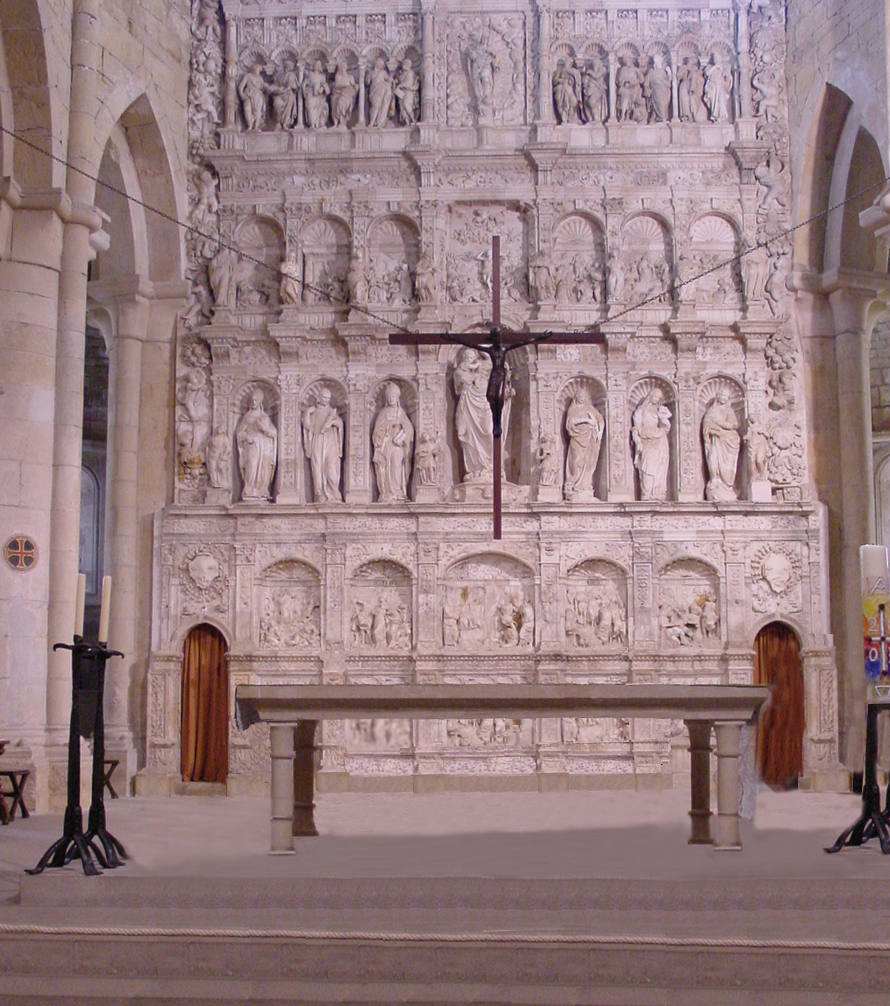
Retablo del monasterio de Poblet, Tarragona

Hijo de Pablo Forment, escultor originario de Alcorisa (Teruel), y de Beatriz Cabot y hermano menor de Onofre Forment, nació al parecer en Valencia hacia 1475-1480. Se formó junto con su hermano en el taller paterno y en 1499 contrajo matrimonio con Jerónima Alboreda, con la que tuvo cuatro hijas. Antes de abandonar Valencia colaboró con su padre y su hermano entre 1500 y 1503 en el retablo eucarístico del antiguo convento de la Puridad, actualmente conservado en el Museo de Bellas Artes de Valencia, y se hizo cargo, entre otras labores, del desaparecido retablo mayor de la colegiata de Gandía y del retablo del gremio de los plateros o de San Eloy en la iglesia de Santa Catalina de Valencia. En 1505 se documenta la talla de un Crucifijo labrado para la catedral de su ciudad natal que podría haber abandonado a la muerte de su padre, en 1508, al hacerse cargo del taller familiar su hermano mayor, pues solo un año después se le documenta ya en Zaragoza.

### Ampliación de conocimientos
Se cree según el tratadista Jusepe Martínez, que hizo una estancia en Italia donde habría completado su formación. Parece, por otro lado, que Jaime Vicente, escultor valenciano, también lo tuvo como discípulo.

### Ciclo de madurez
Trasladado a Zaragoza en 1509 contrató su primer gran encargo en el templo del Pilar (Zaragoza), en el retablo del altar mayor que los comitentes le impusieron que tomara como modelo el retablo gótico de la Seo y con temario mariano. Construyó otros dos retablos para la ciudad de Zaragoza, el de la iglesia de San Pablo y el de San Miguel de los Navarros. El segundo encargo catedralicio se lo hicieron entre 1520 y 1534 para la catedral de Huesca muy parecido al de la Basílica del Pilar, con tres escenas principales el Camino del Calvario, la Crucifixión y el Descendimiento.
Montó un taller de gran importancia en Zaragoza, con numerosos discípulos y aprendices; en este obrador se realizaron más de veinticinco retablos. Uno de sus mecenas más importantes fue el obispo de Lérida, Jaime de Conchillos, de origen aragonés que le hizo varios encargos de retablos para la ciudad de Zaragoza, entre ellos el de su capilla funeraria en la antigua Capilla de Nuestra Señora del Pilar y además otros en la población natal del obispo: Tarazona. Llegó a tener en marcha a la vez que el taller de Zaragoza, otro dos, uno en Huesca y otro en Tarragona.
Su obra más importante y polémica es el retablo para el monasterio de Poblet (Tarragona), que le encargó el abad Caixal, en alabastro blanco. Se hizo la obra entre 1527 y 1529, contando con muchos colaboradores. Consta de cuatro cuerpos horizontales y el remate con un calvario. En el primero y tercer cuerpo se representan escenas de la vida de Cristo en relieve dentro de nichos avenerados, en el cuarto cuerpo se ven los doce apóstoles con la figura central del Salvador y en el segundo está dedicado a la Virgen María, escultura que preside el retablo, acompañada por santos y santas. Le acusaron de "no poner buen mármol" y deficiencias en la talla (sobre todo ornamental), por lo cual no cobró lo estipulado en el contrato. Está restaurado y es la obra de estilo renacimiento más importante que tiene el monasterio de Poblet.
Murió cuando estaba trabajando en el retablo de la catedral de Santo Domingo de la Calzada contratado en 1537 y realizado en madera. Forment dejó numerosos discípulos y seguidores como Juan de Salas y Gregorio Pardo, hijo de Felipe Vigarny.

## Obra

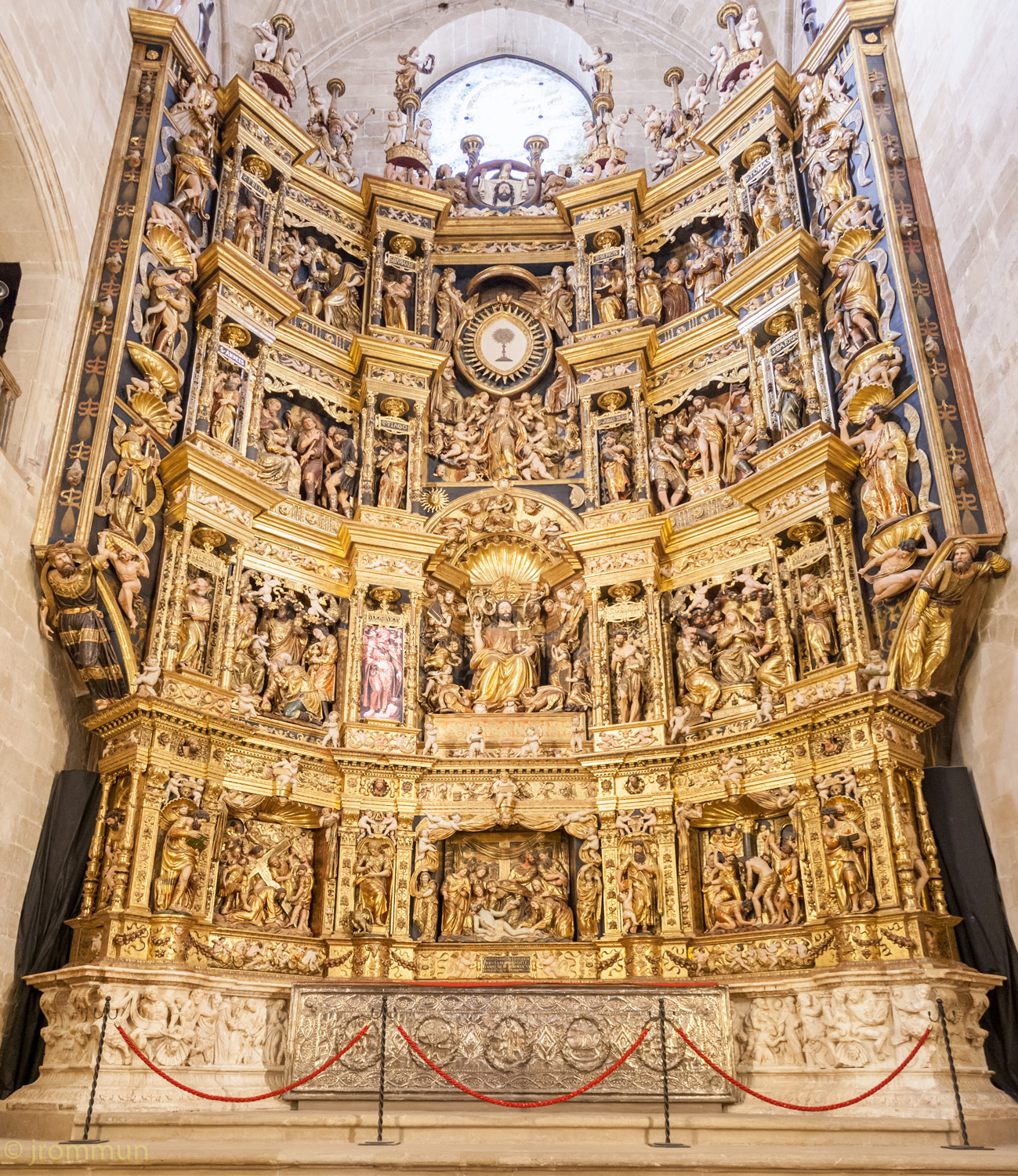
Retablo de la Catedral de Santo Domingo de la Calzada, La Rioja

- Retablo de la Purísima Concepción, 1500-1503, labrado en colaboración con Pablo y Onofre Forment para la capilla de la Inmaculada del convento de la Puridad de Valencia, Museo de Bellas Artes, Valencia.
- Retablo de San Eloy, junto a su hermano Onofre, para el gremio de plateros de Valencia, 1509.
- Retablo mayor de la Basílica del Pilar, Zaragoza, 1509.
- Retablo de San Pablo, Zaragoza, 1511.
- Nuestra Señora del Coro, Zaragoza, 1515.
- San Miguel de los Navarros, Zaragoza, 1518.
- Retablo de la Catedral de Huesca, 1520-1534.
- Piedad, 1522-1525.
- Adoración de los pastores, Sobradiel (Zaragoza), 1520-1530.
- La Magdalena, Tarazona (Zaragoza), 1524.
- Retablo mayor de la  Iglesia de San Pedro [9] (Binéfar), 1525, fue destruido durante la  Guerra Civil .
- Retablo del Monasterio de Poblet (Tarragona), 1527-1529.
- Retablo de Santiago, Bolea (Huesca), 1532.
- Retablo del Hospital de clérigos de San Severo, Barcelona, 1534-1535.[10]
- Retablo Catedral de Santo Domingo de la Calzada, Santo Domingo de la Calzada (La Rioja), 1537.
- Retablo mayor de la Iglesia parroquial de Sallent de Gállego (Huesca), 1537.
- Entre 1523 y 1525 consigue varios proyectos en Aragón, como el busto procesional y peana de Santa Bárbara, en Épila (Zaragoza).
- Retablo de la Catedral de Santa María de la Asunción de Barbastro (Huesca), 1560 (murió sin acabarlo; lo concluyeron, en 1602, Juan Miguel Orliens, Martínez de Calatayud y Pedro de Aramendía).

## Obra funeraria
Aunque existe documentación, la mayoría de las obras sepulcrales realizadas por el taller de Forment han desaparecido. Algunos de estos monumentos funerarios se consideran como retablos propiamente con su definición: obra—tabula—detrás—retro— del altar, que explica historias de carácter religioso.
- Retablo para la capilla funeraria del impresor Jorge Cocci en la Basílica de Santa Engracia, Zaragoza, 1515.
- Retablo y sepulcro para el obispo leridano Jaime Conchillos, en el claustro de la Santa Capilla de Nuestra Señora del Pilar, 1527.
- Retablo funerario para la familia del obispo Conchillos, en la iglesia de Santa María Magdalena, Tarazona (Zaragoza) 1529.
- Sepulcro del virrey Juan de Lanuza en el interior de la capilla del Castillo de los Calatravos, en Alcañiz (Teruel), 1535 (de este sepulcro se conservan algunas piezas).